# Puy Griou
De Puy Griou is een van de hoogste bergen in het Cantalgebergte in het Centraal Massief. De top bevindt zich op een hoogte van 1694 meter in de gemeente Laveissière. De berg heeft een vulkanische oorsprong.